# 文山站
文山站（：／ Munsan yeok */?），旧名汶山站，是京義線的起點車站，位於韓國京畿道坡州市文山邑文山里，有首都圈電鐵京義·中央線列车停靠本站。

## 車站構造
站體為3面6線的雙側式月台的高架車站，候車月台設有月台幕門。5、6號月台原本供和平列車停靠，但該車種停駛後即封閉未使用。

### 月台配置
| ↑ 坡州（京義·中央線）／陵谷（京義線） ↑   |
| １２ \| ３４ \| ５６ \|                   |
| ↓ 臨津江（京義·中央線）／雲泉（京義線） ↓ |

| 月台 | 路線                   | 目的地                       |
| ---- | ---------------------- | ---------------------------- |
| 1、2 | ●首都圈電鐵京義·中央線 | 首爾、龍山、清涼里、龍門方向 |
| 3、4 | ●首都圈電鐵京義·中央線 | 此站終着、臨津江方向         |
| 5、6 |                        | 不使用                       |

## 利用狀況
目前為普通站，等級為3級。

## 歷史
- 1906年4月4日：汶山站作為普通站開始營業
- 1953年7月27日：成為京義線終點站
- 1972年12月10日：設置鐵道終端點標記
- 1979年12月28日：鐵道終端點標記搬到板門
- 1984年4月24日：新建站舍開工
- 1984年10月24日：新建站舍竣工
- 1997年10月1日：停止處理貨物[1]
- 1997年11月17日：重新處理貨物[2]
- 2009年7月1日：首都圈電鐵京義線通車同時成為電鐵站，首爾起點46.0公里改為46.3公里[3]
- 2012年12月1日：停止處理貨物[4]
- 2014年6月20日：汉字表记改为文山驛（文山站）[5]。